# Шоссе 9 (Израиль)
Шоссе 9 (ивр. כביש 9‎ , англ. Highway 9) — израильское шоссе. Оно имеет четыре полосы движения, по две в каждом направлении. Шоссе 9 расположено к югу от Хадеры и соединяет между собой Транс-израильское шоссе, шоссе 4 и шоссе 2. 

## Строительство
Создание центральной секции шоссе между Транс-израильским шоссе и шоссе № 4 было утверждено 24 октября 2010 года решением Верховного суда Израиля, который одновременно с этим заморозил программу строительства части дороги между шоссе № 2 и шоссе № 4.
Пока существует небольшая часть шоссе № 9, а виде двухкилометрового отрезка в восточной части планируемого шоссе, в районе деревни Бака-Джат, отмеченного на картах как шоссе № 61. 
2 мая 2011 года Нетивей-Израэль организовала тендер на расширение шоссе № 9 до двухполосного движения на участке от шоссе № 4 до шоссе № 6. Стоимость этого строительства оценивается в сумму 700 миллионов шекелей. 

## Перекрёсткииразвязки
| Километр | Название                                    | Тип | Расположение | Пересечение дорог |
| -------- | ------------------------------------------- | --- | ------------ | ----------------- |
| 0        | ивр. מחלף מכמורת‎ (развязка Михморет)        |     | Михморет     | Шоссе 2           |
| 2        | ивр. מחלף חפר‎ (развязка Хефер)              |     | Эмек-Хефер   | Шоссе 4           |
| 5        | ивр. מחלף חדרה דרום‎ (развязка Хадера-Даром) |     | Хадера       | Шоссе 5812        |
| 11       | ивр. מחלף חביבה‎ (развязка Хавива)           |     | Маор         | Шоссе 581         |
| 12       | ивр. מחלף באקה-ג'ת‎ (развязка Бака-Джат)     |     | Бака-Джат    | Шоссе 6           |